# Hagebyhöga församling
Hagebyhöga församling var en församling i Linköpings stift inom Svenska kyrkan i Vadstena kommun. Församlingen uppgick 2006  i Aska församling.
Församlingskyrka var Hagebyhöga kyrka.

## Administrativ historik
Församlingen har medeltida ursprung. 
Församlingen utgjorde åtminstone till 1540 ett eget pastorat, var därefter till 1941 moderförsamling i pastoratet Hagebyhöga och Fivelstad som 1 maj 1872 utökades med Orlunda församling. Från 1941 till 1962 var den annexförsamling i pastoratet Fivelstad, Hagebyhöga och Orlunda. Från 1962 till 2006 var församlingen annexförsamling i pastoratet Varv och Styra, Fivelstad, Hagebyhöga, Orlunda och Västra Stenby. Församlingen uppgick 2006  i Aska församling.
Församlingskod var 058411.

## Kyrkoherdar
Lista över kyrkoherdar. Prästbostaden Brustop låg vid Hagebyhöga kyrka.
| Ämbetstid | Namn                      | Levnadstid | Övrigt                               |
| --------- | ------------------------- | ---------- | ------------------------------------ |
| 1343      | Anundus                   |            |                                      |
| 1352      | Bondo Petri               | -1399      |                                      |
| 1434-1435 | Andreas                   |            |                                      |
| 1469      | Birgerus                  |            |                                      |
| 1475-1507 | Andreas Gadh              | -1510      |                                      |
| 1513      | Martinus                  |            |                                      |
|           | Henricus Martini          |            |                                      |
| 1522      | Ericus Laurentii          |            |                                      |
| 1727-1531 | Laurentius                |            |                                      |
| 1534-1545 | Joannes                   | -1545      |                                      |
| 1545–1568 | Birgerus Sunonis          | –1568      |                                      |
| 1570–1580 | Magnus Johannis           | –1580      |                                      |
| 1581-1589 | Joannes                   | -1589      |                                      |
| 1590–1603 | Benedictus Birgeri        | 1558–1603  | Son till Birgerus Sunonis.           |
| 1604–1649 | Andreas Erici Helsingius  | –1649      |                                      |
| 1650–1661 | Johannes Bruzæus          | 1600–1661  | Son till Benedictus Birgeri.         |
| 1664–1673 | Isaacus Aschanius         | 1629–1673  |                                      |
| 1674–1697 | Ericus Nicolai Rogelius   | 1640–1697  |                                      |
| 1698–1706 | Nicolaus Lithelius        | 1655–1706  |                                      |
| 1708–1725 | Nathanaël Gelsenius       | 1667–1725  |                                      |
| 1726–1731 | Daniel Corvin             | 1687–1731  |                                      |
| 1733–1735 | Zacharias Reuserus        | 1687–1735  |                                      |
| 1736–1749 | Anders Gelsenius          | 1699–1749  | Son till Nathanel Gelsenius.         |
| 1750–1763 | Wilhelm Julius Wetterling | 1706–1763  |                                      |
| 1765-1794 | Anders Askegren           | 1717–1794  |                                      |
| 1794–1807 | Daniel Engstrand          | 1744–1807  |                                      |
| 1809-1815 | Samuel Anton Mörtling     | 1766-1815  | Prost.                               |
| 1816-1828 | Johan Smedbom             | 1766-1828  |                                      |
| 1829-1854 | Magnus Kalén              | 1785-1854  | Kontraktsprost.                      |
| 1855–1863 | Wilhelm Lidberg           | 1813–1891  | Senare kyrkoherde i Hovs församling. |
| 1863-1881 | Johan Peter Grönqvist     | 1805-1881  | Kontraktsprost.                      |
| 1882-1896 | Gustaf Adolf Linderstam   | 1837-1896  | Kontraktsprost.                      |
| 1897-1901 | Oskar Eriksson            | 1842-1901  |                                      |
| 1901-     | Adolf Viktor Andersson    | 1854-      |                                      |

## Klockare och organister
| Ämbetstid | Namn                | Levnadstid | Kommentarer           |
| --------- | ------------------- | ---------- | --------------------- |
| 1665      | Sven Andersson      |            | Organist              |
|           | Per Uggla           |            | Organist              |
|           | Christian Spaak     |            | Organist              |
| 1690–1699 | Per Olufsson        |            | Klockare              |
| 1700–1705 | Per Persson         |            | Klockare              |
| 1706–1707 | Peer                |            | Klockare              |
| 1708–1710 | Bengt Persson       |            | Organist och klockare |
| 1711–1718 | Carl Gudmundsson    | –1718      | Organist och klockare |
| 1740–1759 | Olof Lundqvist      | –1759      | Organist och klockare |
|           | Anders Borén        | 1733–1813  | Organist och klockare |
| 1813–1822 | Johannes Borén      | –1822      | Organist och klockare |
| 1822–1846 | Carl Philip Flodman | 1797–1846  | Organist och klockare |
| 1846–1877 | Nils Olof Hultgren  | 1815–1885  | Organist och klockare |
| 1877–1921 | Karl Berg           | 1850–1923  | Organist              |
| 1922–1963 | Sven Björkdahl      | 1897–      |                       |